# Château de Laferté-sur-Aube
Le château de Laferté-sur-Aube est un ancien château fort qui était situé sur la commune de Laferté-sur-Aube, à 26 km à l'est de Chaumont et à 16 km au sud-est de Bar-sur-Aube, dans le département de la Haute-Marne en région Grand Est. Il a été entièrement démantelé à la fin du XVIe siècle à la suite des guerres de Religion.

## Localisation

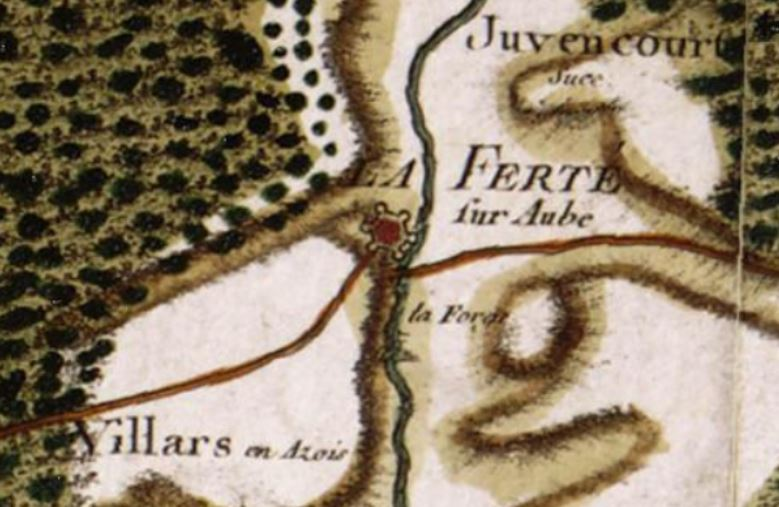
Laferté-sur-Aube sur la Carte de Cassini, datant du milieu du XVIIIe siècle.

Le château de Laferté-sur-Aube est situé à proximité de l'Aube, sur une éminence en surplomb d'un prieuré probablement fondé peu de temps auparavant.

## Historique

### Fondation
Le château aurait été élevé dans la deuxième moitié du XIe siècle par Simon de Vexin, comte de Bar-sur-Aube, en surplomb d'un prieuré qu'il aurait précédemment fondé. Le château a par la suite donné son nom au bourg qui s'est installé à proximité. En effet, l'origine latine de Laferté-sur-Aube (latin : firmitas ad Albulam), signifie littéralement fermeté sur l'Aube,.
Laferté-sur-Aube ainsi que Bar-sur-Aube sont peu après transmis aux comtes de Champagne à la suite du mariage d'Adèle de Valois, sœur de Simon de Vexin, avec Thibaud III de Blois. Un descendant de ce comte, Thibaut IV, affranchit les habitants du village en 1221.
Laferté-sur-Aube est réuni au domaine royal avec le comté de Champagne à la suite du mariage prononcé le 14 août 1284 entre Jeanne de Navarre et le futur Philippe le Bel, prince de seize ans qui accèdera au trône de France l'année suivante.

### À travers les guerres
Le bourg, qui avait été fortifié, et le château sont ravagés plusieurs fois pendant la guerre de Cent Ans par les Anglais ainsi que les Bourguignons. En 1437, il est pris et incendié par des écorcheurs,.
Puis, durant les guerres de Religion, le village et le château sont de nouveau ceints par des murailles grâce à l’autorisation de François Ier, mais sont encore une fois ravagés.

### Destruction

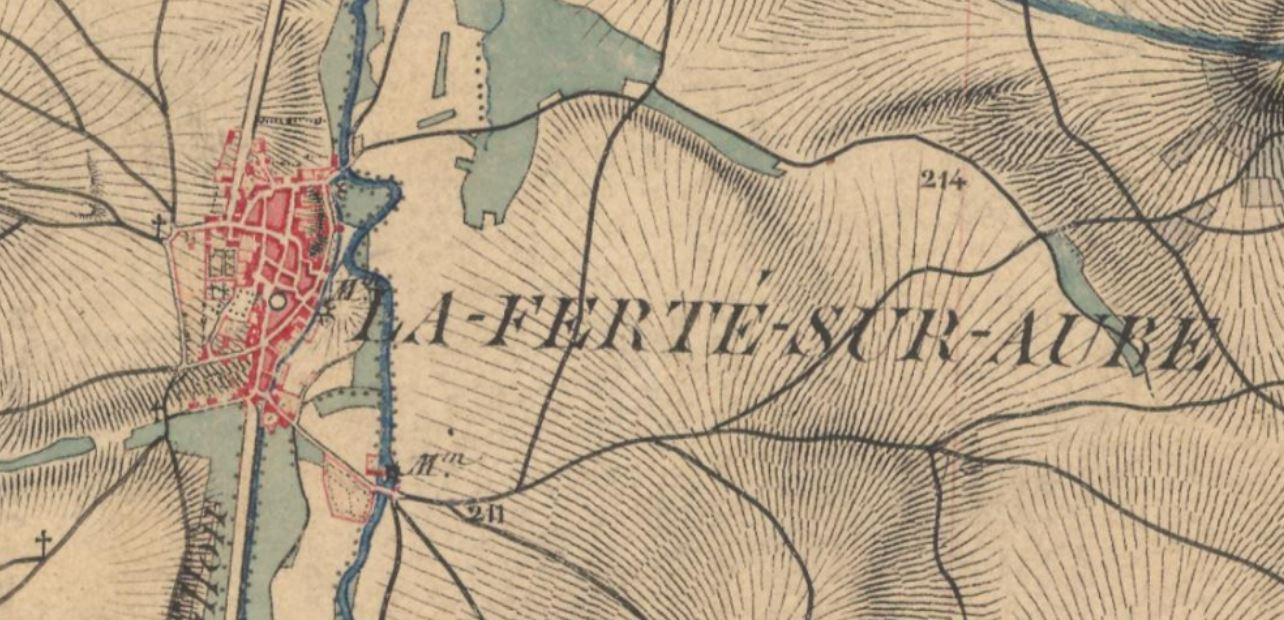
Laferté-sur-Aube sur sur la carte d'état-major, datant du milieu du XIXe siècle.

Le château sort des guerres de Religion entièrement ravagé et n'est plus entretenu. À la fin du XVIe siècle, il n'en reste plus que des ruines et seules en subsistent quelques dépendances, qui servent de mairie, d'auditoire et de prison jusqu'au XVIIIe siècle.
De nos jours, il ne reste plus aucune trace du château, sauf une rue qui porte le nom de rue du Château et une esplanade bordée d'arbres.